# 國家安全總政委
國家安全總政委（俄语：Генеральный комиссар госбезопасности，又譯國家安全總委員）是蘇聯於1935年至1945年間的內務人民委員部軍階中最高級別用的軍階。
「國家安全總政委」於1935年11月26日根據蘇聯中央執行委員會與苏联人民委员会之《关于确定国家安全总委员的称号，并授予苏联内务人民委员同志》決議所設置，並授予當時的內務人民委員亨里希·格里戈里耶维奇·雅戈达此軍階。1945年7月9日，蘇聯最高蘇維埃主席團決議內務人民委員部軍階由苏联国家安全部所取代，「國家安全總政委」因此廢止。
此軍階存在期間皆由當時的內務人民委員所獲得，分別為：
1. 亨里希·格里戈里耶维奇·雅戈达：1935年11月26日[2]:6
2. 尼古拉·伊万諾維奇·葉若夫：1937年1月28日[2]:6
3. 拉夫连季·帕夫洛维奇·贝利亚：1941年1月30日，貝利亞後於1945年7月9日被授予蘇聯元帥軍階[2]:4-5、6-7

三位「國家安全總政委」均為政治鎮壓和「大清洗」的主要執行者，也均被判處死刑，並至今從未恢復名譽。

## 军衔标志

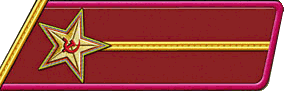
国家安全总委员领章（1936年-1937年）
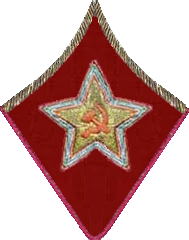
国家安全总委员领章（1937年-1943年）
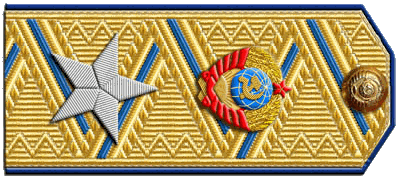
国家安全总委员肩章（1943年-1945年）

## 資料來源
1. ↑  徐海燕、孙浩. . 金城出版社. 2007. ISBN 9787800849299 （中文）.
2. 1 2 3  張宏坤. . 军事史林. 2007, (11). ISSN 1002-4190 （中文）.